# Легенда: Наследие Драконов
«Легенда: Наследие Драконов» (также DWAR — от Dragon War) — условно-бесплатная Браузерная многопользовательская ролевая онлайн-игра, разработанная студией IT Territory, входящей в состав VK (бывшая Mail.Ru Group). Для игры в «Легенду» требуется доступ в Интернет и программа Adobe Flash Player. Играть можно в браузере, либо скачав и установив клиентскую программу объёмом чуть более 500 Мб (по данным на 9 июля 2012).
«Легенда: Наследие Драконов» запущена в сентябре 2006 года; с тех пор содержание игры многократно обновлялось и расширялось. По состоянию на июль 2012 года в «Легенде» более 300 локаций, 12 групповых подземелий (инстансов), около 200 уникальных видов монстров, более 20 комплектов брони для персонажей игроков. Бои персонажей (с монстрами и друг с другом) полностью анимированы.

## Распространение
«Легенда: Наследие Драконов» запущена в России, Германии, Турции, Великобритании и Китае. Также существуют польский, испанский и французский серверы. По состоянию на июль 2012 года количество зарегистрированных пользователей игры превышает 8 млн.

## Награды
«Легенда: Наследие Драконов» дважды (в 2010 и 2011 годах) выигрывала Премию Рунета (в номинации «Народная десятка», где самый популярный ресурс Рунета определяется путём интернет-голосования). В 2007 и 2009 годах «Легенда» занимала в «Народной десятке» пятое место, в 2008 году — восьмое.

## Сюжет
Действие «Легенды» разворачивается в магическом мире Фэо, опустошенном длительной войной между Людьми и расой Магмаров. Продолжение конфликта было чревато разрушением ткани реальности и вторжением демонов Хаоса, и для спасения Фэо богиня Шеара (повелительница драконов и преемница древнего бога справедливости А’Арона) создала двух драконов, воплотивших в себе энергию враждующих рас — белого, Эрифариуса, и красного, Стриагорна. В каждое новолуние, когда силы Хаоса наиболее сильны, драконы возглавляют армии из сотни лучших воинов людей и магмаров и сходятся в битве. Победивший дракон забирает энергию побежденного, и силы двух разобщенных рас объединяются, чтобы отразить натиск Хаоса.

## Особенности Игры

### Расы
Магмары — существа, вышедшие из недр вулкана. Имеют черно-красный оттенок кожи, в их жилах течет раскаленная лава. Живут материке Хаир. Отличаются физической силой и крепостью духа.
Люди — создания с белым цветом кожи. Живут на материке Огрий. Не агрессивны и не воинственны, но вынуждены принимать участие в войнах. Армия людей сопоставима по мощи с армией магмаров.

### Драконы
Стриагорн — создан Повелительницей драконов Шеарой из энергии расы магмаров и олицетворяет силу этих созданий. Его внешность приводит смертных в трепет; языки пламени, извергающиеся из пасти Стриагорна, способны уничтожить все живое вокруг. Основной целью своего пребывания в мире Фэо Стриагорн считает борьбу со слугами Хаоса. Он безгранично предан Шеаре и готов отдать жизнь за спасение мира Фэо, но не очень озабочен судьбой своих подопечных-магмаров. К своему вечному противнику, белому дракону Эрифариусу, ненависти не испытывает, понимая необходимость схваток.
Эрифариус — сотворен Повелительницей драконов Шеарой из энергии расы людей и олицетворяет их ум и благородство. Серебристая кожа дракона переливается на солнце и излучает сияние. Эрифариус имеет спокойный и добродушный характер, но при этом он бесстрашный и решительный воин. Отвоевать мир Фэо у слуг Хаоса Эрифариус считает своим долгом, призванием и целью жизни. Увлекается эльфийской поэзией. К своему великому чёрному противнику Стриагорну относится со снисходительностью, не умаляя его бойцовских качеств, но считая существом низшего интеллектуального уровня. К людям испытывает чувство уважения, они платят ему тем же.

### Города
В игре существуют две столицы, которые являются базами игровых рас.
О`Дельвайс — город людей, расположенный на материке Огрий. Находится в живописной долине реки Зарат, где бескрайние зеленые просторы которой залиты ярким светом. В архитектуре города преобладают четкие линии, постройки выполнены в основном из белого и серого камня. На центральной площади города находится культовое сооружение, внешне напоминающее колодец. Предание гласит, что оно является источником магии людей. На улице Вечной расположена башня Власти, которая представляет собой высокий шпиль с флагом О`Дельвайса на вершине. Обитатели города ценят прекрасное, но в то же время не лишены практичности. Все в О`Дельвайсе говорит о том, что его жители не воинственны, но готовы дать отпор любому захватчику.
Дартронг — город Магмаров, расположенный на материке Хаир у подножия вулкана Кровавый Монстр. Высокая неприступная стена из чёрного камня отгораживает город от внешнего мира, а ров с раскаленной огненной лавой защищает его от вражеских армий. Лучи светила не проникают в эти места, тяжелые тучи темным одеялом укрывают Дартронг. Растительность в этом городе представлена редкими деревьями без единого листочка с черными, словно обуглившимися, стволами. Вместо птиц — летучие мыши, которые ночами мечутся по улицам Дартронга, издавая леденящие душу звуки. В воздухе витает зловещее напряжение и запах крови.

### Система боя
Боевая система «Легенды» сочетает простоту интерфейса с изобилием приемов, определяемых классом, экипировкой и другими особенностями персонажа. Решающую роль играет последовательность действий игрока.
Практически во всех локациях (за исключением крупных городов, принадлежащих одной из фракций) возможно свободное нападение на игроков другой расы.
Типы боев
Бои на Арене:
- Дуэль
- Групповой бой
- Хаотический бой — бой между персонажами одной расы, которые будут автоматически поделены на две группы.

Великая битва — любой межрасовый PvP-бой, в котором с каждой стороны участвует от 10 игроков.
Поля битв — межрасовые групповые инстансы для групп из девяти, трех или двух игроков.
Осада замков — масштабные бои между кланами за право владения замком и казной. Проходят раз в неделю (в воскресенье в XX:XX по московскому времени).
Клановые войны — сезонные бои. Глава или воевода клана подает заявку на бой, после чего клану подбирается противник. Члены клана, давшие согласие на бой, перемещаются в особую зону — на 5 островов, за которые предстоит сражаться. Перед боем воевода вслепую, не видя позиций противника, расставляет свои войска. Отряд, завоевавший 3 из 5 островов, одерживает победу. В конце сезона клановых войн команды, принимавшие участие в боях, получают награды в зависимости от места в общем рейтинге.
Поля битв Межмирья — были доступны в течение месяца в марте и апреле 2012 года. Уникальное игровое событие позволяло российским, английским, немецким и польским игрокам два раза в неделю сражаться друг с другом. В Межмирье не действовали обычные предметы, ездовые животные, питомцы, временные эффекты и артефакты. Необходимое снаряжение можно было купить в специальном магазине; при выходе из Межмирья приобретенные предметы приходилось оставлять. Событие «Межмирье» стало прецедентом в игровой индустрии: до этого ни одна браузерная игра не сводила вместе игроков разноязычныхсерверов.

### Профессии
Добывающие:
- Геолог — разведка полезных ископаемых, поиск, сбор и изучение различных горных пород, минералов, полудрагоценных и драгоценных камней.
- Травник — изучение флоры, составление гербариев, обработка растений для дальнейшего их применения в различных областях.
- Рыбак — ловля рыбы не только для приготовления пищи, но и для изготовления различных магических ингредиентов.

Производственные:
- Алхимик — — изготовление боевых эликсиров для использования в боях. Для работы необходимы рецепты, колбы и ингредиенты (травы).
- Ювелир — изучение магических рун, а также обработки и огранки драгоценных камней.
- Колдун — изготовление волшебных свитков и других магических предметов.

Дополнительные:
- Палач — пассивное умение наносить противнику увечья и ослаблять его способности. Доступна с 6 уровня.
- Взломщик — позволяет вскрывать закрытые на ключ шкатулки, сундуки, ларцы и снимать оковы. Доступна с 3 уровня.
- Целитель — излечивает травмы персонажей игроков, полученные в боях как друг с другом, так и против мобов. Доступна с 4 уровня.

### Поместья
Игрок может приобрести личное владение — поместье. После покупки земельного участка персонаж получает надел, на котором размечены площадки для новых строений. Для возведения зданий используется характеристика «труд». Поместье дает ряд уникальных игровых возможностей:
- Удаленное управление банковскими и дополнительными ячейками по всему миру
- Автоматическое производство предметов по уже изученным рецептам
- «Заморозка» предметов со сроком жизни
- Автоматическая тренировка питомцев без получения опыта их хозяином
- Уменьшение/увеличение получаемого опыта в боях
- Увеличение получаемой доблести в боях

### Задания
Задания помогают добыть экипировку и приносят гораздо больше опыта, чем простое уничтожение монстров. Их дают неигровые персонажи в больших городах и других локациях. Некоторые задания позволяют получить дополнительную профессию. В выполнении заданий помогает система указания цели.

### Система репутаций и фракции
В «Легенде» существует развитая система репутаций. За исключением репутации, приобретаемой в Великих Битвах, репутации связаны с фракциями — группировками (NPC), объединёнными общими целями и/или ценностями (в исключительных случаях фракцию может составлять один NPC). Для зарабатывания репутации требуется выполнять различные действия (сбор предметов, уничтожение монстров, выполнение заданий и т. д.) Репутация выражается в числовом эквиваленте и имеет шесть уровней: Нейтральная (0-500), Признание (500—1000), Дружба (1000—2000), Уважение (2000-3000), Почёт (3000), Поклонение (3000; требуется выполнение особого задания). В зависимости от уровня репутации с каждой отдельной фракцией игрок получает возможность приобретать у неё всё более мощные награды для персонажа. Среди наград могут быть оружие, оборудование, зелья, питомцы, ездовые животные.
Система репутаций также позволяет игроку концентрироваться на наиболее интересных для него элементах «Легенды», а также осуществлять ролевой отыгрыш через выбор фракций. Вне зависимости от того, является ли персонаж Человеком или Магмаром, он может присоединиться к любой фракции или помогать ей (исключения —Великие Драконы и гильдии Наёмников, специфические для рас). Состоять во всех фракциях одновременно нельзя: многие фракции находятся в состоянии смертельной вражды, обусловленной диаметрально противоположными ценностями (Добро — Зло, Жизнь — Смерть) или историческими причинами. Выбор фракции оказывает влияние на доступные персонажу умения, его внешний вид и отношение к нему многих NPC за пределами данной фракции. Для вступления во фракцию персонажу необходимо соответствовать специфическим требованиям (уровень, разнообразные дополнительные условия):
- Вершители Зла — сторонники абстрактного Зла под предводительством Изувера (бывшего великого полководца Эзфогена Беспощадного, отказавшегося от своего народа и своего имени). Враждуют с Братством Добродетели. Вступление возможно с 5 уровня, дополнительных требований по профессиям нет.
- Братство Добродетели — стремится установить мир в Фэо и превратить его в царство добра и справедливости. Возглавляется Нораком Доброхотом. Враждует с Вершителями Зла. Вступление возможно с 5 уровня; дополнительные условия — наличие у персонажа профессии Целителя (от 2) или Взломщика (от 30), а также отсутствие репутации у Вершителей Зла.
- Искатели реликтов — исследователи истории мира Фэо, археологи и палеонтологи. Собирают кости ископаемых и реликвии вымерших рас. Вступление возможно с 3 уровня.
- Подземные рыцари — хранители кристаллических пещер, следящие за тем, чтобы добываемые там энергетические кристаллы не попали в распоряжение сил, угрожающих миру Фэо. Вступление возможно с 3 уровня.
- Борцы с Хаосом — группа, напрямую противостоящая демонам Хаоса, атакующим Фэо. Вступление возможно с 5 уровня; дополнительное условие — доступ на остров Фей-Го.
- Охотники на нежить — противостоят приспешникам короля Магиша, древнего некроманта, заключившего сделку с богом мёртвых и проклятых. Вступление возможно с 5 уровня; дополнительное условие — выполнение задания «Борьба с нежитью».
- Наёмники — кланы «Каменный лотос» (у Людей) и «Красные топоры» (у Магмаров). Когда-то были единым сообществом охотников на монстров и преступников «Крадущиеся в ночи», которое распалось из-за внутренних противоречий. У «Каменного лотоса» есть кодекс чести, «Красные топоры» выполняют любую работу (но дают возможность участникам отказываться от заданий). Вступление возможно с 4 уровня.
- Джаггернауты — орден охотников на самых редких и опасных существ Фэо. Из-за специфики работы ко времени действия «Легенды» почти исчезли. Чтобы восстановить свою численность, Джаггернауты стали принимать в свои ряды всех желающих. Вступление возможно со 2 уровня.
- Флаундины — подводная раса, охраняющая заключенного в темницу древнего полубога Хаоса РаскриуЦу, напоминающего Ктулху. Нуждаются в помощи против мятежников, утверждающих, что полубог умер, и атакующих охрану узилища. Начать помогать Флаундинам можно с 6 уровня.
- Эльдивы — одна из двух древних рас, ведущих бесконечную войну друг с другом. Причины войны неизвестны смертным; тактика Эльдивов — уничтожать сердца своих убитых противников-Крофдоров, чтобы те не смогли возродиться. Начать помогать Эльдивам можно с 11 уровня.
- Крофдоры — смертельные враги Эльдивов, ведущие с ними вечную войну. Как и Эльдивы, стараются уничтожать сердца убитых антагонистов, сжигая их и не допуская реинкарнацию. Начать помогать Крофдорам можно с 11 уровня.
- Ловцы фортуны — сообщество мастеров азартных игр. Его представителей можно встретить в трактирах и сыграть с ними в местные варианты популярных карточных игр, а также в Бой Тарариконов. Выигрыш (Дивные стёкла; игра на деньги в Фэо запрещена) можно сдать за репутацию или снова поставить на кон. Общаться с Ловцами фортуны можно со 2 уровня.
- Богиня Аладея — богиня плодородия, покровительница растений и животных. Обладает пророческим даром и истинным миролюбием, желает добра всему живому и стремится к всеобщей гармонии. Противостоит богу мёртвых и проклятых. Поклоняющиеся Аладее персонажи получают её благословение после принесения даров на Алтари жизни. Начать поклоняться Аладее можно с 7 уровня; дополнительное условие — отсутствие репутации у бога мёртвых и проклятых.
- Бог мёртвых и проклятых — безымянный древний бог, отвергнутый и презираемый другими небожителями. Стремится поработить души смертных и установить в Фэо царство тьмы на пять тысяч лет. Враждует с богиней Аладеей. Начать поклоняться богу мёртвых и проклятых у Алтарей тьмы можно с 7 уровня; дополнительное условие — отсутствие репутации у богини Аладеи.
- Великие Драконы — Эрифариус или Стриагорн наделяет приносящего ему дары Человека или Магмара дополнительными способностями для применения в боях. Начать приносить дары Великим Драконам можно с 7 уровня.
- Заклинатели духов — представители древних семейств Людей и Магмаров, способных укрощать духов и общаться душами умерших. Начать собирать сущности живых существ для Заклинателей духов можно с 5 уровня; дополнительное условие — персонаж должен состоять в клане.
- Покровители питомцев — юные дамы, приручающие и выращивающие детенышей монстров. Те, кто собирает с убитых монстров жизненную субстанцию или ловят детенышей для Покровителей питомцев, учатся делать собственных питомцев все более мощными бойцами. Начать работать на Покровителей питомцев можно с 11 уровня.
- Ловцы теней — представители древнейшей расы Избранных, после сотворения Фэо оставшиеся наблюдать за миром. Для защиты Фэо от исполинов Хаоса нуждаются в особой материи, собираемой персонажами с духов призрачного мира. Начать помогать Ловцам теней можно с 11 уровня; дополнительное условие — выполнение задания «Знакомство с Ловцами теней».